# Joaquim Ferreira (football)
Pour les articles homonymes, voir Joaquim Ferreira et Ferreira.
Joaquim Ferreira, de son nom complet Joaquim Casimiro Rodrigues Ferreira, est un footballeur portugais né en 1898 et mort le 31 juillet 1947. Il évoluait au poste de défenseur.

## Biographie

### En club
Joaquim Ferreira est joueur du Vitória Setúbal durant la saison 1919-1920.
Il est joueur du Sporting Portugal entre 1920 et 1926,.
L'équipe remporte le Championnat du Portugal en 1923, à une époque où la première division portugaise actuelle n'existait pas, son format se rapproche beaucoup de l'actuelle Coupe du Portugal.
En 1926, il quitte le club de Lisbonne pour retrouver le Vitória Setúbal qu'il représente pendant sept saisons avant de raccrocher les crampons en 1933,.

### En équipe nationale
International portugais, il reçoit deux sélections dans le cadre d'amicaux en équipe du Portugal.
Le 16 décembre 1923, il dispute un match contre l'Espagne (défaite 0-3 à Séville). 
Le 17 mai 1925, il joue à nouveau contre l'Espagne (défaite 0-2 à Lisbonne).

## Entraîneur
Il est entraîneur du Sporting Portugal lors de l'année 1945.

## Palmarès
Sporting CP
- Championnat du Portugal (1) :
  - Champion : 1922-23.

- Championnat de Lisbonne (1) :
  - Champion : 1921-22, 1922-23 et 1924-25.